# Cristianismo na Irlanda

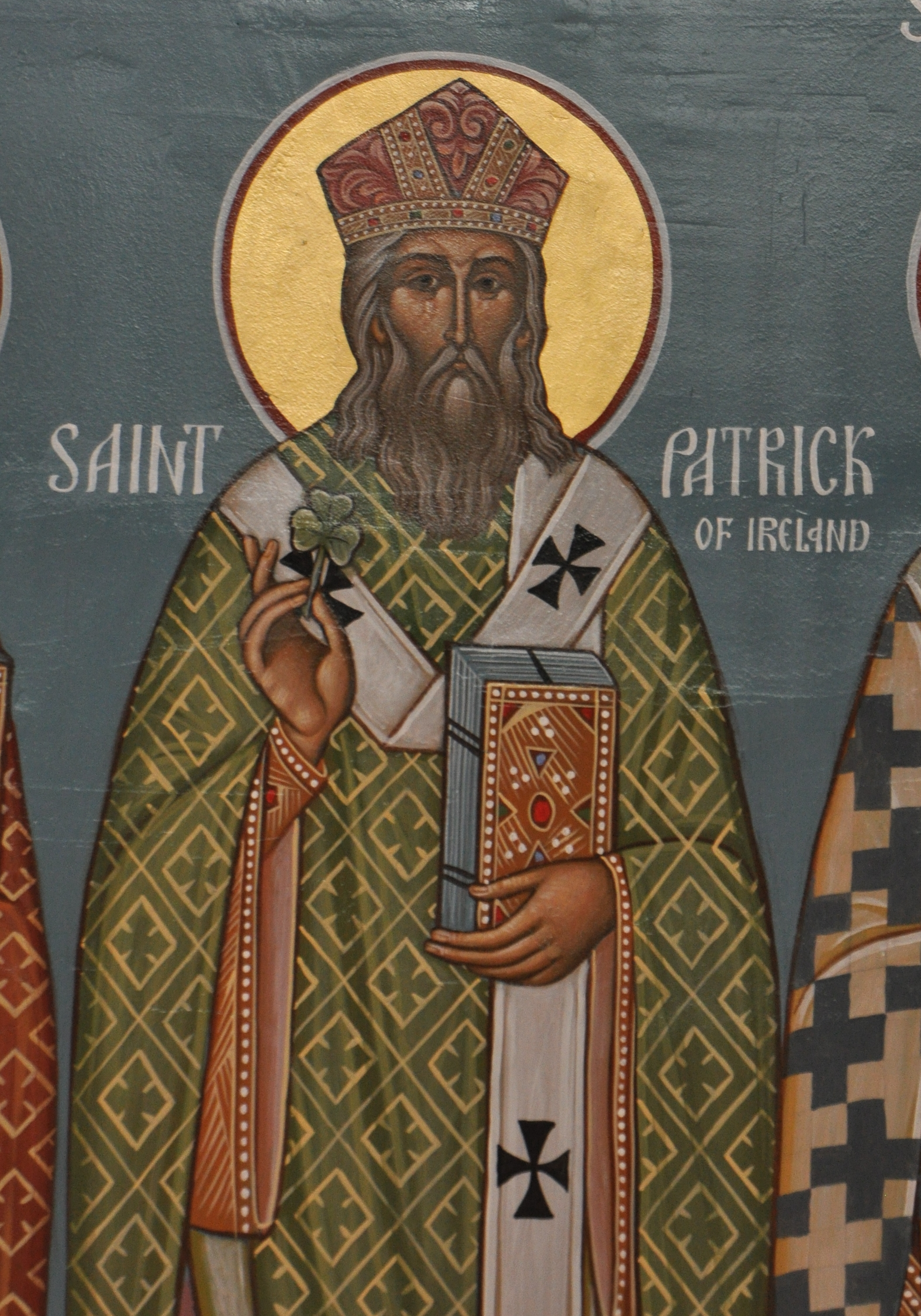
Patrício, um missionário cristão romano-britânico, geralmente reconhecido como o principal santo padroeiro da Irlanda. Brígida de Kildare, a santa matrona da Irlanda, e Columba também são santos padroeiros populares.

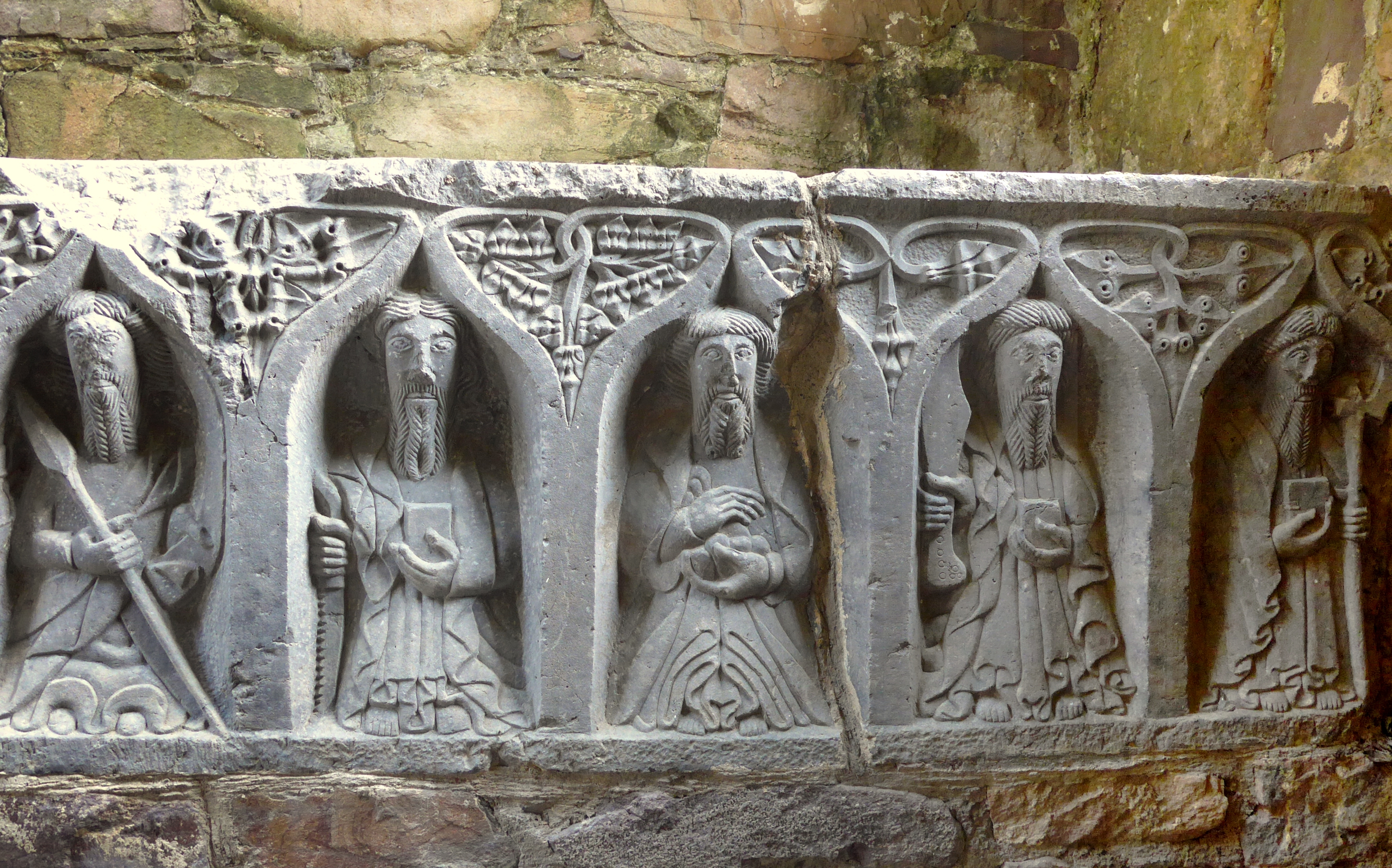
Esculturas antigas no local da Abadia de Jerpoint, Condado de Kilkenny

O Cristianismo (em irlandês:  an Chríostaíocht) tem sido a maior religião na Irlanda desde o século V. Após um passado pagão da Antiguidade, missionários (o mais famoso deles, São Patrício) converteram as tribos irlandesas ao Cristianismo em ordem rápida. Isso produziu um grande número de santos no início da Idade Média, bem como uma fé entrelaçada com a identidade irlandesa por séculos desde então − embora menos nos últimos tempos.
A maioria das Igrejas cristãs são organizadas em uma base "toda a Irlanda", incluindo a República da Irlanda e a Irlanda do Norte. No censo de 2022, 76,1% dos residentes na República da Irlanda se identificaram como cristãos: 69,1% como católicos, 4,2% como protestantes, 2,1% como cristãos ortodoxos e 0,7% como outros cristãos. No censo da Irlanda do Norte de 2021, 79,7% dos residentes se identificaram como cristãos: 42,3% como católicos, 16,6% como presbiterianos, 11,5% como membros da Igreja da Irlanda, 2,4% como metodistas e 6,9% como outros cristãos. A Ortodoxia tem sido o ramo do cristianismo que mais cresce na Irlanda desde 1991.
A Irlanda tem sido notada por muitos séculos por sua fé cristã perpetuamente forte. No entanto, nas últimas décadas, uma "Revolução Silenciosa" ocorreu, o que levou ao aumento da secularidade em vários aspectos da sociedade irlandesa. A emenda de 1972 da constituição irlandesa, por exemplo, removeu a "posição especial" da Igreja Católica Romana como "guardiã da Fé" e o reconhecimento de outras denominações religiosas nomeadas na Irlanda. No entanto, em 1983 o aborto foi proibido pela Oitava Emenda da constituição irlandesa, que reconheceu o direito à vida do nascituro como igual ao direito à vida da mãe e foi defendido por representantes da Igreja Católica Romana. Somente em 2018 foi realizado um referendo para revogar a Oitava Emenda, e essa revogação marca um ponto significativo na secularização da constituição possibilitada por uma secularização significativa do povo. Hoje em dia, pensa-se que uma grande proporção de cristãos irlandeses o são nominalmente, por razões que vão desde a cultura à apatia. O catolicismo tem vindo a declinar na República da Irlanda.

## História
A introdução do Cristianismo na Irlanda data de algum momento antes do século V, presumivelmente em interações com a Grã-Bretanha romana. Tudo o que pode ser certo é que em 430, Paládio, um bispo nascido na França, foi enviado pelo Papa Celestino para ministrar aos "escoceses que acreditavam em Cristo". Embora isso seja evidência de que o Cristianismo existia antes de 430, nada mais pode ser dito com certeza.
A Igreja Irlandesa primitiva tinha fortes tradições monásticas. Alguns cristãos ortodoxos argumentam que a Igreja também tinha uma conexão apostólica e era efetivamente uma forma provincial do Cristianismo ortodoxo até o cisma Leste-Oeste.

### A chegada do Vikings
Durante os séculos IX e X, ondas de guerreiros nórdicos saquearam o campo. Os monastérios eram alvos favoritos para seus tesouros de ornamentos religiosos de prata.